# Cálraighe
Os Cálraighe eram um grupo populacional encontrada principalmente no norte da Connacht, bem como Condado de Westmeath e Condado de Longford. Eles foram supostamente descendentes de Lugaid Cal, filho de Daire Sirchrechtaig, que era um suposto descendente de Lugaid mac Itha, um primo de Míle Espáine.
Daire teria cinco filhos, todos chamados Lugaid, desde que cada um derivado do Corcu Loígde, Corco Oirce, Loigis Laigin, Dal Mesen Corb e o Cálraighe. 
Cerca de uma dúzia de ramos de Cálraighe são listados como habitantes do norte de Connacht.